# Éric Ciotti
  Éric Ciotti    (Niça, 28 de setembre de 1965) és un polític occità. Actualment és diputat de l'Assemblea Nacional francesa d'ençà 2007 pel primer districte dels Alps-Marítims. Des de 2018 és qüestor de l'Assemblea Nacional. Va ser president departamental dels Alps Marítims de 2008 a 2017.
Des de 2009 exerceix diverses funcions dins el partit Unió per un Moviment Popular que més tard prendria el nom d'Els Republicans. L'11 de desembre de 2022 va ser escollit president d'Els Republicans.

## Carrera política

### Política regional
Ciotti va ser triat membre del Consell General dels Alps Marítims a les eleccions cantonals de 2008 per a Saint-Martin-Vésubie; en va assumir la presidència aquell mateix any, succeint a Christian Estrosi. Després de les eleccions departamentals de 2015, el Consell Departamental dels Alps Marítims va ser reemplaçat pel Consell General dels Alps Marítims. Després de l'adopció d'una nova llei, va renunciar a la presidència de l'organisme en 2017 mentre conservava el seu mandat de conseller.

### Assemblea Nacional
Fou triat membre de l'Assemblea Nacional francesa a les eleccions legislatives de 2007 i va ser reelegit a les eleccions 2012 i 2017. Al parlament, va ser membre de la Comissió d'Assumptes Jurídics.
A les eleccions per liderar la Unió per un Moviment Popular (UMP) de 2012, Ciotti va dirigir la campanya de François Fillon, però van ser derrotats per Jean-François Copé. Ciotti va ser un dels més de 50 membres del partit que proposaren formar un nou grup de centredreta dins del grup parlamentari d'UMP sota el lideratge de Fillon.
Durant les primàries republicanes de 2016, Ciotti va dirigir la campanya de l'expresident Nicolas Sarkozy. També aquell any, va sol·licitar formalment que els fiscals investiguessin al president François Hollande per una possible violació de seguretat en tant que Hollande hauria divulgat informació classificada a periodistes.
El 2020, Ciotti es va convertir en l'encarregat d'informar el parlament sobre com el govern d'Emmanuel Macron gestionava la pandèmia de COVID-19 a França.

### President de Els Republicans
El 2021 va participar en les primàries de Els Republicans per ser candidat a les eleccions presidencials de 2022. A la primera volta va ser el candidat més votat però a la segona volta va ser derrotat aconseguint el 39% de vots, davant el 61% de Valérie Pécresse. El desembre de 2022, després de la derrota històrica de Pécresse a les eleccions presidencials, Ciotti es va presentar per liderar Els Republicans. En una votació interna del partit l'11 de desembre, es va imposar a l'altre candidat, Bruno Retailleau.
Després que Macron convoqués eleccions anticipades el 10 de juny 2024, Ciotti va anunciar que volia que el seu partit s'hi presentés conjuntament amb el partit d'extrema dreta Reagrupament Nacional, liderat per Marine Le Pen, provocant un cisma en el partit que va acabar amb la destitució de Ciotti, que es va revocar. El 31 d'agost de 2024, mentre la crisi que vivia el partit encara no s'havia resolt, Éric Ciotti va anunciar la seva intenció de transformar el moviment i rebatejar-lo com "Unió de Dretes per la República", fent-se ressò de l'antic partit gaullista Unió de Demòcrates per la República (UDR).

## Posicions polítiques
Segons la revista Marianne, s'hauria sumat a les posicions de la líder d'extrema dreta Marine Le Pen sobre seguretat, identitat, immigració i islamisme, compartint amb ella "una visió ètnica i identitària de la nació". Així, proposa modificar el codi de la nacionalitat per a suprimir el Ius soli (droit du sol) en favor del Ius sanguinis (droit du sang) únicament, incloure en la Constitució "els nostres orígens cristians" o accentuar les polítiques de seguretat (creació de 100.000 places penitenciàries suplementàries, reducció de l'edat penal a 16 anys, supressió dels subsidis familiars a "els pares dels nens que no respecten els valors de la República"). També sembla adherir-se a la teoria del gran reemplaçament.
Davant el que considera l'amenaça del terrorisme islàmic, va advocar per la creació d'un "Guantánamo a la francesa" i l'adopció de "lleis especialment adaptades, com la Patriot Act dels Estats Units".
En matèria de política exterior mostra una "immensa admiració" per l'Estat d'Israel i desitja el reconeixement de Jerusalem com a capital d'aquest país, així com el trasllat de l'ambaixada francesa a Israel de Tel-Aviv a Jerusalem, per a "trencar amb una forma de tradició diplomàtica globalment pro àrab" de França.
Pel que fa a les qüestions econòmiques, defensa, en el marc de la seva candidatura a les primàries del seu partit per a les eleccions presidencials de 2022, la supressió de 250.000 llocs en l'administració pública, l'augment de la durada legal del temps de treball, augmentar l'edat de jubilació als 65 anys, la reducció de l'impost de societats, la quasi eliminació de l'impost de successions, així com la reducció de les prestacions per desocupació i de les ajudes socials.